# Dogs from V-Gas
Dogs from V-Gas è l'album di debutto dei Caesar Palace, progetto satellite di Davide Dileo creato in collaborazione con Christian "Tozzo" Montanarella e Davide "Dade" Pavanello (conosciuto anche come Antianti) dei Linea 77.

## Sviluppo
L'album contiene alcuni brani sviluppati in precedenza nel periodo Iconoclash, un altro progetto musicale di Boosta, che sono stati rielaborati e ri-masterizzati per essere adattati al genere musicale dei Caesar Palace, principalmente basato su Rock alternativo.
Alcuni di questi brani sono apparsi in precedenza in una compilation di Iconoclash mai pubblicata (dove alcune canzoni, come LastIcon e la cover di Fly me to the Moon, sono apparse in seguito sul Myspace del cantante), altri all' interno di Andromeda W. Session, un E.P. un tempo scaricabile gratuitamente dal sito internet ufficiale del progetto prima della sua chiusura.

## Pubblicazione
L'album venne pubblicato nel 2008, anticipato dal singolo 1ne, accompagnato da due diversi videoclip animati, in cui uno totalmente in CGI e uno con la presenza del gruppo reale.
In seguito venne pubblicato il singolo God and Ants, anticipato su Myspace da un remix contest.

## Formazione
I membri del gruppo vengono raffigurati con l'aspetto di Furry e con acronimi.
- Davide Dileo - chitarra, voce, tastiere
- Christian Montanarella - batteria, percussioni
- Davide Pavanello - basso

## Tracce
1. Luxury Lark
2. Martyr Mask
3. 1ne
4. In Nebula
5. Red Sofa Vampire
6. Firedoll
7. 12 A.M. In V-gas
8. My Ring
9. End of (the) Galaxy
10. God and Ants
11. Spiders from (the) Sky
12. U.F.O.

### Andromeda W. Session
Le canzoni sono acustiche con parti elettroniche, dove la voce principale appartiene a Davide Dileo, hanno collaborato con l'artista Marco Rainò e Tiziano Lamberti.
I brani inseriti all'interno di Dogs from V-Gas sono stati rimasterizzati (es. U.F.O/Ultrablonde Female Orgy), rinominati (es. The liquid end of celestial bodies in End of (the) Galaxy o lasciati pressoché identici.
1. Andromeda White
2. Cometa
3. In nebula
4. Stella 6
5. The liquid end of celestial bodies
6. U.F.O/Ultrablonde Female Orgy

## Singoli
- 1ne
- God and Ants

## Videoclip
- 1ne (animato)
- 1ne (seconda versione con il gruppo reale)
- God and Ants